# Mair Island
Mair Island är en ö i Kanada.   Den ligger i territoriet Nunavut, i den östra delen av landet, 2 100 km norr om huvudstaden Ottawa. Arean är 0,21 kvadratkilometer.
Terrängen på Mair Island är platt. Öns högsta punkt är 38 meter över havet. Den sträcker sig 1,0 kilometer i nord-sydlig riktning, och 0,5 kilometer i öst-västlig riktning.
Trakten runt Mair Island består i huvudsak av gräsmarker.